# Batman: La resurrezione di Ra's al Ghul
La resurrezione di Ra's al Ghul (The Resurrection of Ra's al Ghul) è un crossover tra le varie serie a fumetti di Batman, pubblicato dalla DC Comics nel 2007. Per la precisione, all'epoca le serie coinvolte furono: Detective Comics, Nightwing, Robin e Batman.

## Trama
Dopo che il corpo di Ra's al Ghul viene bruciato, il nemico storico di Batman, sebbene scampato per l'ennesima volta alla morte, non riesce più a guarire e, per non perire definitivamente, decide di trasferire la sua coscienza nel corpo del nipote Damian Wayne, figlio di Talia al Ghul e Bruce Wayne.
Il ragazzo però, con indosso un costume da Robin, riesce a scappare e si reca in cerca d'aiuto dal padre Batman. Ra's al Ghul, nel tentativo di risorgere definitivamente, ha quindi l'obiettivo di recuperare il nipote prima che il suo corpo rigetti la sua anima.
Ra's non riesce nell'intento di possedere il corpo del nipote Damian ma quando è in punto di morte, lo Spettro bianco, suo fedele servitore, gli cede volontariamente il suo corpo: costui è in realtà il figlio Dusan, figlio che Ra's non ha mai riconosciuto e che desiderava disperatemante le attenzioni del padre.
In questo modo Ra's beffa per l'ennesima volta la morte, e continua a tormentare l'uomo pipistrello.

## Edizione italiana
La traduzione in lingua italiana è stata ad opera dalla Planeta DeAgostini, che ha pubblicato la saga nel mensile Batman dal settembre 2008 al marzo 2009.